# Mijntje Donners
Wilhelmina Petronella Ardina Maria (roepnaam Mijntje) Nierman-Donners ('s-Hertogenbosch, 4 februari 1974) is een oud-hockeyspeelster. Ze stond steevast in de aanval.
Donners speelde in de hockeyhoofdklasse, en speelde ook 234 interlands (96 doelpunten) voor de Nederlandse vrouwenhockeyploeg, waarmee ze lange tijd recordinternational was. In januari 2007 werd ze op dit punt voorbij gestreefd door Minke Smabers.
Donners debuteerde voor het Nederlands elftal op 1 april 1994 in de oefeninterland Nederland-Zuid-Korea (4-1). Tien jaar later nam Donners afscheid van het internationale hockey en Donners deed dat in mineur. Haar laatste interland was de verloren finale bij de Olympische Spelen van Athene, waar Nederland in de eindstrijd met 2-1 ten onder ging tegen het lager ingeschatte Duitsland.
Donners speelde haar hele carrière voor HC Den Bosch, de club waarvoor ze 348 officiële doelpunten liet aantekenen (263 in de Hoofdklasse, 28 in de play-offs, vijf in het bekertoernooi en 52 in Europa Cup-verband). Ze maakte haar Hoofdklassedebuut voor het net gepromoveerde Den Bosch op 2 september 1990 in en tegen Amsterdam H&BC (11-1 verlies). Ze zorgde er mede voor dat haar club de weg naar de absolute top van de Hoofdklasse vond en dat resulteerde in 1998 in het eerste landskampioenschap voor Den Bosch. Sindsdien zorge ze er tevens mede voor dat Den Bosch die plek niet meer verliet. Op 18 april 2007 kondigde ze haar afscheid aan na het einde van het seizoen. Als aanvoerster nam ze afscheid met haar tiende landstitel op rij in de Nederlandse hockeyhoofdklasse. Haar bijnaam, bedacht door columnist, cabaretier en 'hockeywatcher' Youp van 't Hek, luidde Goudmijntje.
Op zondag 14 augustus 2005, de openingsdag van het Europees kampioenschap in Dublin, ontving Donners uit handen van KNHB-voorzitter André Bolhuis de bondspenning, die haar lid van verdienste van de Nederlandse hockeybond maakte.

## Onderscheidingen
- 2003 – FIH World Player of the Year